# 卢克·P·布莱克本
卢克·普赖尔·布莱克本（英語：Luke Pryor Blackburn，1816年6月16日—1887年9月14日）是一位美国医生、慈善家，还是位来自肯塔基州的政治家，曾于1879至1883年担任第28任肯塔基州州长，在他以后要再过120年才有另一位医生厄尼·弗莱彻当选肯塔基州州长。布莱克本在特兰西瓦尼亚大学获得医学学位后移居纳奇兹，并于1848年因在密西西比河谷成功实施首例黄热病隔离检疫而获得了全国性的声誉。他成为人们眼中黄热病的专家，经常无偿参加疫情防治工作，还自掏腰包为密西西比河上的船夫开设了一家医院。他之后还成功游说联邦国会在密西西比河沿岸建立了一系列的小规模医院。
内战期间，布莱克本的年纪已经不能再参军入伍，但他还是积极地支持南方邦联。战争初期，他成为肯塔基州和密西西比州政府的平民使节。到1863年时，他又开始对邦联在加拿大的突破封锁船只提供协助。1864年，他前往黄热病疫情爆发的百慕大，协助救治军人和平民一直到疫情消退，并因此得到英国女王维多利亚的褒奖。战争结束后不久，一名邦联双重间谍指控布莱克本曾开展一项阴谋，要在联邦领地引发黄热病疫情以期扭转战争局势，称布莱克本曾收集黄热病人用过的床单和服装并偷运到北方各州销售。对布莱克本不利的证据相当可观，但其中有很大一部分要么是间接证据，要么就是由声誉上存在疑问的证人提供的。多伦多的法院判决他罪名不成立，但全美大部分民众都对他持断然反对态度。直到如今，历史学家仍然未能对布莱克本是否参与过这一阴谋达成一致意见。
布莱克本继续在加拿大生活了一段时间，避免受到美国政府的起诉。1868年，他回到美国，协助抗击德克萨斯州和路易斯安那州墨西哥湾沿岸地区爆发的黄热病疫情。这时针对他的指控尚未撤消，但他并未遭到逮捕和起诉。1873、1877和1878年，他分别在田纳西州的孟菲斯、佛罗里达州的费南迪纳比奇以及肯塔基州的希克曼救治黄热病患者。这些善举修复了他在公众眼中的形象，还让他于1879年以“希克曼的英雄”之名获得民主党提名竞选肯塔基州州长，并在普选中以大幅优势战胜共和党对手沃尔特·埃文斯（Walter Evans）。担任州长期间，布莱克本对许多领域进行了改革，其中包括州金融系统和河道航运系统，并以刑事体系改革成就最为突出。肯塔基州的监狱曾长期存在人满为患，各项条件差的问题，犯人的死亡率很高，为此新州长先后批准了上千人次的特赦令，并因此得到一个“宽大卢克”的绰号。在他的影响下，州议会批准在埃迪维尔建设新的州立监狱，并以典狱长负责制取代原本缺乏监督并且腐败丛生的私人承包制，还开创了肯塔基州的假释制度。虽然他改善刑事体系的成绩让历史学家称赞他是“肯塔基州监狱改革之父”，但他签发的大量赦免令，以及把稀缺的纳税人钱财用来改善囚犯生活条件之举在当时很不得人心，到了1883年的民主党提名大会上，他甚至被嘘声和喊叫声赶下了台。卸任州长后，布莱克本继续行医，于1887年去世，终年71岁。位于列克星敦的布莱克本惩教中心就是在1972年以他命名来纪念这位州长。

## 早年生活和家庭
卢克·布莱克本于1816年6月16日生于肯塔基州伍德福德县[a]，父母分别叫爱德华·和拉维尼亚·布莱克本（Lavinia Blackburn），贝尔（Bell）则是母亲的娘家姓，两人共有13个孩子，卢克排名第4:2。卢克的叔公吉迪恩·布莱克本（Gideon Blackburn）是位很有名望的长老宗传教士，曾担任位于丹维尔的美国中央大学校长:2。卢克的许多亲人都曾涉足政坛:2，他的外祖父曾是1799年肯塔基州制宪会议的代表，叔叔威廉·布莱克本（William Blackburn）曾担任肯塔基州参议院临时议长，还曾在詹姆斯·特纳·莫尔黑德担任肯塔基州州长期间出任代理副州长:2。知名政治家亨利·克莱也是卢克的远房表亲，曾偶尔登门拜访:2。

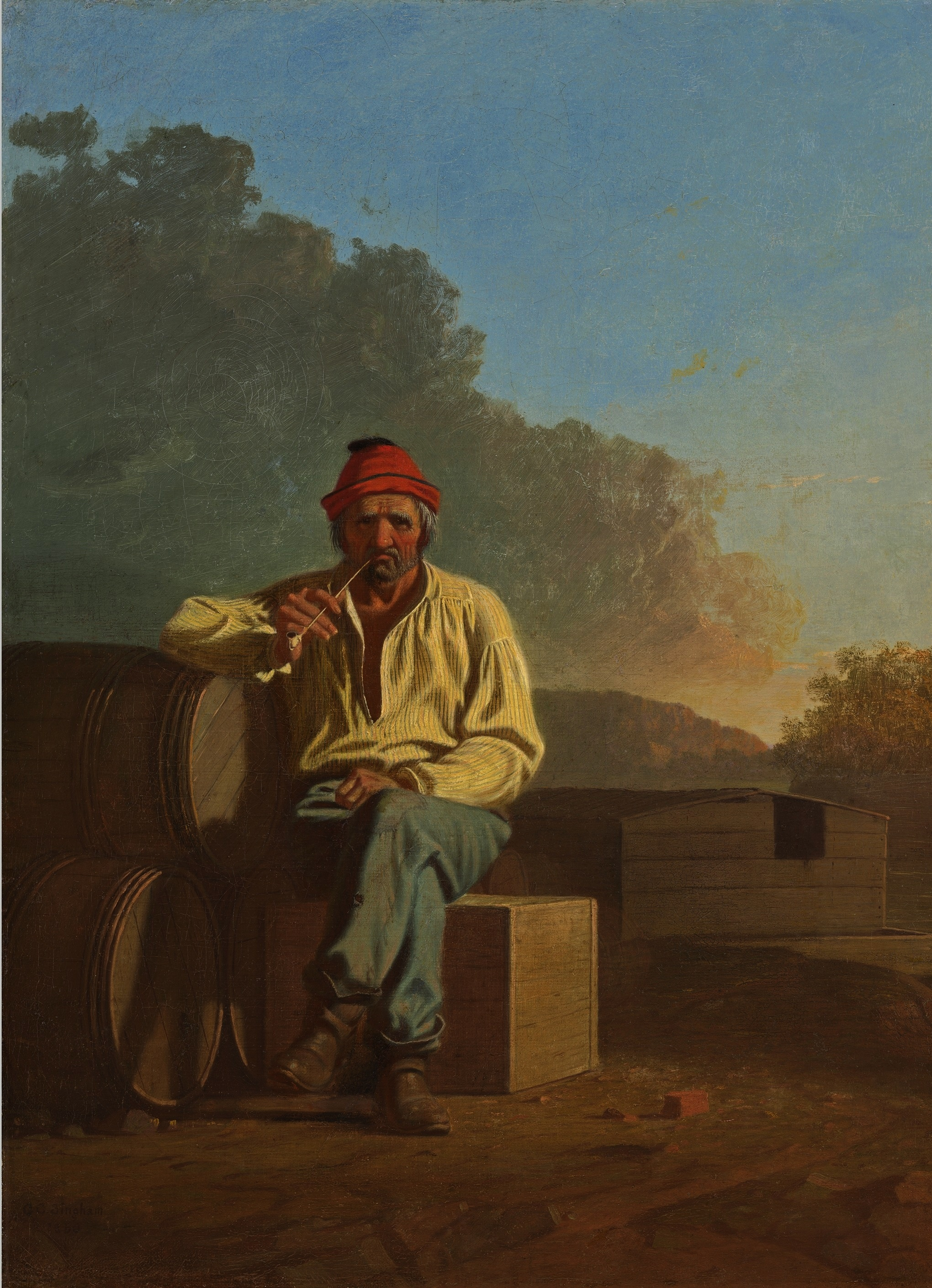
布莱克本早期的慈善事业让密西西比河上的船夫得以受益。

布莱克本在当地的公立学校接受早期教育，到了16年那年，他开始在叔叔丘吉尔·布莱克本（Churchill Blackburn）手下做医学学徒:2，并在此期间协助叔叔治疗列克星敦和巴黎霍乱疫情爆发的病患:3-5。卢克之后获列克星敦的特兰西瓦尼亚大学录取，于1835年3月在该校获得医学学位。毕业后，他在列克星敦开始行医，并在抗击附近凡尔赛出现的霍乱疫情上发挥了积极作用，并且疫情爆发期间他一直坚持免费为病人提供服务。
1835年11月24日，布莱克本与自己的远房表妹埃拉·吉斯特·博斯韦尔成婚:7[b]。埃拉的父亲约瑟夫·博斯韦尔医生（Dr. Joseph Boswell）曾在一年前列克星敦的霍乱疫情中去世。夫妻俩的独子卡里·贝尔·布莱克本（Cary Bell Blackburn）于1937年出生:7。卡里诞生前不久，布莱克本在麻绳和套袋行业投入巨资，并因创业失败而蒙受了沉重的经济损失:7。1843年，布莱克本以辉格党人身份当选州众议员，但任内表现平平，并且也没有寻求连任。1844年，他和弟弟一起在肯塔基州的法兰克福开设了一间医疗诊所:7。
1847年，布莱克本一家迁居经济繁荣发展的纳奇兹:7。他很快成为当地社区的活跃分子，帮助建立禁酒协会，加入民兵组织，还成为当地一所医院的管理人员:8，并在这一期间成为杰佛逊·戴维斯和威廉·约翰逊（William Johnson）的亲密伙伴:8。1848年，布莱克本担任纳奇兹市卫生官员期间在密西西比河谷（Mississippi River valley）成功实施了首例黄热病隔离检疫。他又自掏腰包，为密西西比河上的船夫开设了一家医院，还成功游说联邦国会在纳奇兹建立了一所医院，1852年医院建成后，他获任命成为其中的外科医生。1854年，他实施了又一例针对黄热病的隔离检疫。密西西比州议会还委任布莱克本对路易斯安那州议会进行游说，以期在新奥尔良建立隔离区，保护密西西比河沿岸城市，路易斯安那州同意了这一建议，并授权他筹建这一系统。
1854年9月，布莱克本和儿子卡里一同前往费城，希望能让卡里成为名医塞缪尔·D·格罗斯（Samuel D. Gross）的学徒:17。就在这一期间，纽约州长岛附近的华盛顿堡（Fort Washington）出现黄热病爆发。纽约市市长请求布莱克本帮助治疗病患，他应邀伸出援手，并且拒绝收受报酬。然而到1856年11月回家时，他却发现夫人埃拉患上了水肿、发烧，并且还伴随有神经疾病:18。虽然有布莱克本的努力挽救，但埃拉的病情还是继续恶化，没能熬到这个月结束就撒手人寰:18。布莱克本为此非常伤心，朋友们鼓励他把自己经常提起的到欧洲旅游变成现实，希望能缓解这一伤痛:18。1857年初，布莱克本动身前往欧洲，到访了英格兰、苏格兰、法国和德国的医院。他在巴黎结识了肯塔基州老乡朱莉娅··丘吉尔，她正与自己的姐妹和侄女一起在当地旅行:18。布莱克本和丘吉尔缩短了各自的行程返回肯塔基州，两人于1857年11月结婚:18。度完蜜月后，两人于1858年1月定居新奥尔良，布莱克本开始继续行医:18。他写的一首短诗表明两人曾有过一个叫艾比（Abby）的女儿，但这个孩子显然还是婴儿时就夭折了，她的出生和死亡日期仍然不详:19。

## 南北战争时期
南北战争爆发后，布莱克本对南方邦联抱有同情:20。因年纪太大而不能加入美利坚联盟国陆军的他于是担任肯塔基州州长比利亚·麦高芬（Beriah Magoffin）的使节，从路易斯安那州获取军火用于肯塔基州的防卫，但他未能实现取得这些武器的目标:20。1862年初，他成为斯特林·普莱斯（Sterling Price）少将手下的外科医师。1863年2月，密西西比州州长约翰·J·佩特斯（John J. Pettus）任命了两名专员负责监督该州伤兵的护理工作，布莱克本就是其中之一:21。确保为伤员获得充足的医疗用品后，他前往弗吉尼亚州的里士满与邦联战争部长詹姆斯·塞登（James Seddon）会面，主动提出担任医院和营地监查长并且不要任何薪金，也不需任何职级:21，但塞登没有同意。州长佩特斯又请布莱克本前往加拿大，了解那里对突破封锁船只的规定。布莱克本与夫人于1863年8月离开密西西比州前往新斯科舍的哈利法克斯，然后继续前往多伦多（当时属加拿大省），并在当地住进一家寄宿公寓:21。一次，布莱克本登上了一艘从哈利法克斯偷运冰块到阿拉巴马州莫比尔的突破封锁船只，该船在行程中遭联邦海军擒获:47，但北军军官觉得布莱克本只是位普通乘客，于是释放了他，之后他回到了加拿大:47。
1864年4月，百慕大受到一场毁灭性的黄热病爆发袭击:48。该岛是南方邦联突破封锁船只的一个主要运作基地，疫情对其继续运作构成威胁:48。应加拿大总督查尔斯·蒙克（Charles Monck）的请求，布莱克本前往百慕大，对那里的军人和平民提供援助，一直到7月中旬才短暂返回哈利法克斯:49。岛上的疫情仍在继续，布莱克本于9月再度前往救助病患:25，直到10月中旬疫情出现消退:25。对此他得到了100英镑的奖励和英国女王维多利亚的表彰。内战剩下的时间里，布莱克本在加拿大的经历和行为缺乏记载，但有传言称他曾参与一场在新英格兰煸动大规模暴动的阴谋，目的是转移北军注意力，以便邦联间谍托马斯·海因斯（Thomas Hines）可以在芝加哥的道格拉斯营引领一次越狱:26。有关这一阴谋的消息传到了联邦官员耳中，他们派出军队增援据称是布莱克本目标的马萨诸塞州波士顿，让他在这场行动中无法发挥作用:26。

### 黄热病阴谋

有传言声称当时的美国总统亚伯拉罕·林肯是布莱克本黄热病阴谋的目标之一。

1865年4月2日，南北战争的最后一场大型战役结束后没几天，一个名叫戈弗雷·约瑟夫·海恩姆斯（Godfrey Joseph Hyams）的邦联双重间谍找上美国驻多伦多领事，声称拥有关于布莱克本阴谋将黄热病传染到北方州城市的信息。他表示布莱克本于1863年12月在多伦多的女王酒店经人介绍认识了邦联间谍斯图尔特·罗宾逊（Stuart Robinson）:29。据海恩姆斯的说法，他曾同意帮布莱克本把黄热病病人用过的床单和衣物偷运到马萨诸塞州的波士顿、宾夕法尼亚州的费城、哥伦比亚特区、北卡罗莱纳州的新伯尔尼（New Bern）以及弗吉尼亚州的诺福克（后两个城市当时也是由北军占领的）:49，还获得指示把这些旧衣物卖给二手服装商。19世纪曾普遍存在认为黄热病可以通过接触传染的观念，海恩姆斯称布莱克本也相信这一观念，希望通过在这些主要城市散播“受到感染的”物品，实现引起疫情爆发、扭转战争局势的目的。海恩姆斯甚至进一步声称，布莱克本曾把一些上好衬衣装到行李箱，再指示自己将其送到白宫交给总统亚伯拉罕·林肯，就说这是位匿名崇拜者的礼物。根据海恩姆斯的说法，布莱克本曾承诺在完成这些任务后支付他6万美元报酬:29。海恩姆斯还表示，自己曾像约定的那样把衣物送到几个大城市，但没有把手提箱送给林肯总统:49。他在证词中表示自己只得到了象征性的报酬，这从一定程度上促使他决定向当局揭发这起阴谋:49。
除海恩姆斯的证词外，百慕大官员也收到消息称，布莱克本已经收集了第二批“受到感染的”衣服和床单:49。消息中称布莱克本与圣乔治岛酒店业主爱德华·斯旺（Edward Swan）签约，将这些衣物存放到1865年中期，再用船运往纽约市，估计是想要在那里引起疫情爆发:49-50。根据这一情报，百慕大官员突击搜查了斯旺的酒店，找到三大箱衣物和床单，上面有“黑色呕吐物”的污渍，这种污渍与黄热病的症状一致。斯旺遭到逮捕并受到违反地方卫生法规的指控:50，箱内的物品都经硫酸浸泡后掩埋。
海恩姆斯向加拿大官员透露了自己的说法仅两天后，林肯总统就遭到刺杀，这一事件让美国联邦政府更为急切地想要逮捕布莱克本，把暗杀和邦联总统杰佛逊·戴维斯及其身在加拿大的手下联系起来:50。美国军事司法局下令以谋杀未遂的罪名逮捕布莱克本，但由于他身在加拿大，不属该局司法管辖范围，因此这一逮捕也无法执行。不过随后百慕大发现的衣服和床单促使加拿大政府采取行动:50，布莱克本于1865年5月19日被捕，控罪是违反加拿大在内战期间的中立性:50。他被关押等待受审时的保释金定为8000加拿大元:31。1865年10月，多伦多的一家法院判决布莱克本罪名不成立，理由是那些衣裤都是运到新斯科舍的，已经不在该院的管辖范围:31:51。另一项串谋杀人的指控也予以撤消，因为布莱克本的律师向法院指出，这样的指控只有在他的当事人试图谋杀一位国家元首时才能成立:31。布莱克本自己没有出庭作证，只在多年后谈及这一阴谋时谴责称这样的指控对于情报工作人员来说实在太荒谬了。
历史学家对案件中不利于布莱克本的证据存在不同看法，有关案件的许多联邦或邦联记录都已遗失。美国海军军医·海恩斯（J. D. Haines）在《美国内战》（America's Civil War）期刊上表示，作证指控布莱克本的邦联间谍在声誉上很可疑，特别是海恩姆斯还因自己的证词获得了免予指控和金钱报酬的待遇:49。海恩斯还指出，海恩斯原本有着人道主义者的声誉，但这一声誉却遭到了忽视；林肯遇刺后，整个国家陷入歇斯底里的状态，阴谋论比比皆是，北方人倾向于相信任何同情邦联的人都会做出最恶劣的举动。而《纽约时报》则谴责布莱克本是“黄热病恶魔”和“一个狰狞的魔鬼”。历史学家爱德华·斯蒂尔斯（Edward Steers）坦承，不利于布莱克本的证据都只是旁证，但到了著作《月亮上的血》（Blood on the Moon）中，他又坚称已有足够的证据证实布莱克本参与了这一阴谋，并且还有高级别的邦联官员牵涉其中，甚至连总统杰佛逊·戴维斯都对此知情，并对之加以纵容和资助:48-54。如果这一猜测属实，那么布莱克本的阴谋有可能是历史上最早的其中一起生物武器攻击案例。

## 战后的人道主义事业
获法院无罪开释后，布莱克本继续留在加拿大，避免受到美国政府的逮捕和起诉，但在得知新奥尔良和德克萨斯州墨西哥湾沿岸出现黄热病爆发时，他于1867年9月4日致信安德鲁·约翰逊总统，请求后者准许自己返回美国并帮助对抗这一疾病。布莱克本之后等不及约翰逊的回复（总统也一直都没有回复）就返回了美国，于1867年经新奥尔良到达路易斯维尔:34。疫情爆发期间实行援助后，他和家人移居夫人在阿肯色州拥有的种植园。
布莱克本一直没有受到逮捕，他于1873年初与家人回到肯塔基州:36，住进路易斯维尔的盖尔特堡酒店（Galt House），然后开始重新在该市行医:36。1873年的一次霍乱疫情期间，布莱克本准确地认为这一疾病是通过受到污染的水进行传播，但大部分市民并没有接受他的看法，而是相信城里一位更有名气医师托马斯··贝尔（Thomas S. Bell）的理论:37，认为霍乱属于瘴气疾病:37，这导致有成千上万的市民由于没有听从布莱克本在饮水前先煮沸的忠告而死:37。之后，布莱克本还先后于1873年和1877年分别到田纳西州的孟菲斯以及佛罗里达州的费南迪纳比奇救治黄热病患:301，并拒绝收取任何报酬，只是接受了感激的市民送来的礼物:40。几家南部的报纸也对布莱克本的善举加以赞赏:40。
1878年2月11日，《路易斯维尔信使日报》（Louisville Courier-Journal）刊出公告，宣告布莱克本将角逐民主党州长候选人提名:41。考虑到此前的从政经验微乎其微，因此他决定参选之举的动机尚不明了:301，有可能是因为受到从政亲人的影响，例如他的弟弟约瑟夫（Joseph）当时是联邦众议员，另一位弟弟詹姆斯则是肯塔基州参议员:301。他夫人的两个哥哥当时也正担任公职，塞缪尔·丘吉尔（Samuel Churchill）是约翰·L·赫姆、约翰·W·史蒂文森（John W. Stevenson）和普雷斯顿·莱斯利（Preston Leslie）三位州长属下的州务卿，托马斯·丘吉尔（Thomas Churchill）则曾担任阿肯色州财政部长，之后还将成为该州州长:41:301。不过无论原因如何，即便是布莱克本的朋友也觉得他过于缺乏政治经验，这一参选实在有欠考量:301。1878年3月29日，他通过在欧文县发表的一场演讲拉开了自己竞选的帷幕:42。

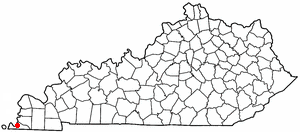
布莱克本在肯塔基州希克曼（红色部分）救治黄热病患的善举为他赢得了“希克曼的英雄”称号。

大约也就在州长竞选开始的同一时间里，布莱克本来到肯塔基州议会，倡导一系列措施保持该州免受疾病爆发的威胁，例如建立州卫生委员会，在各边境城镇设立检疫中心等。州议会在很大程度上对他的提议置若罔闻，只在1878年3月建立了州卫生委员会。之后不久，消息传来，密西西比河下游河谷地区比往年更早地出现了黄热病病例，到1878年8月时已发展成了流行病疫情。布莱克本主张对那些向北方逃离疫区的人们实施检疫，但州内的其他许多医生都认为黄热病不可能影响到肯塔基州这样偏北的地区。该州最西部的一些城镇曾试图进行简单的检疫措施，但路易斯维尔市却完全无视了布莱克本的忠告，将大门完全向南方的难民敞开。为此布莱克本暂停了自己的竞选，前往路易斯维尔帮助诊治那些到达当地时已经患有疾病的难民。:302-303
9月5日，肯塔基州西部的密西西比河沿岸小镇希克曼的市长向州卫生委员会发去电报，告知他们镇上已经发展出黄热病疫情，请求布莱克本尽快前往。布莱克本于9月7日抵达后发现，镇上近20%的人口都患有黄热病。他组织清洁队对镇上进行消毒，还组建了黑人小队守卫空出的房屋。到了9月下旬，希克曼的疫情已有所消退，布莱克本又前往田纳西州的查塔努加和马丁（Martin）提供援助，但还没过十天，他就收到消息称希克曼的疫情已死灰复燃并进一步蔓延到附近的富尔顿。布莱克本返回该地区继续救助病患，直到10月下旬疫情完全得到控制。:305

## 肯塔基州州长

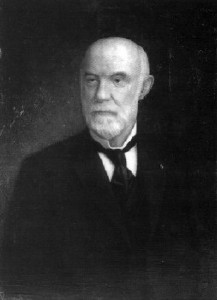
沃尔特·埃文斯是布莱克本在1879年肯塔基州州长选举普选中的对手。

回到路易斯维尔后，布莱克本获邀住进盖尔特堡酒店:305。连续几个星期的时间里，州内各地都送来表示表示感激和欣赏的礼物，酒店还举办了多场招待会来表彰他的善举，人们将他誉为“希克曼的英雄”:306。正是在这样的背景下，他于1878年11月重新开始了自己的州长竞选:306。与他竞争民主党提名的是副州长约翰··安德伍德（John C. Underwood）和前联邦众议员托马斯·劳伦斯·琼斯（Thomas Laurens Jones）:306。安德伍德在黄热病疫情爆发前是最有希望赢得提名的人选，但在布莱克本努力救治希克曼的市民后，民众情绪已经朝有利于他的方向发展:307。安德伍德质疑只拥有医学背景的布莱克本是否能够胜任州内的行政首长一职，并且声称布莱克本不符合肯塔基州宪法中州长候选人必须要在该州居住满7年的规定:307。但到了1879年3月下旬，安德伍德认为自己将无法与布莱克本“雪崩”式的民意支持相抗衡，因此退出了竞选:307。到了5月1日的民主党提名大会上，布莱克本以压倒性优势赢得提名，有935位与会代表投票支持他，而琼斯只得到了22票:308:164。
由于健康状况欠佳，布莱克本无法积极地参与竞选:166。他在克拉布奥查德养病期间，大部分竞选演说都是由民主党同仁博伊德·温彻斯特（Boyd Winchester）、帕克·沃特金斯·哈丁（Parker Watkins Hardin）、W·C·P·布雷肯里奇（W. C. P. Breckinridge）等人代劳:308:166。共和党提名的候选人是沃尔特·埃文斯，但没有足够的人选到全州各地做宣传，情势处于绝对被动:166。民主党人批评了共和党总统尤利西斯·辛普森·格兰特和拉瑟福德·伯查德·海斯领导的政府，还指责了内战后利用南方不稳定局势谋利的北方人及支持重建和共和党的南方白人，指控共和党更加重视资本家，而非州内工薪阶层的利益:166。以威廉·奥康奈尔·布拉德利为首的共和党演说家则通过指控民主党人穷奢极侈来反击，并援引1865年的300万美元州财政赢余和1878年100万美元债务形成的对比为理据:167。布拉德利还声称，民主党人已多次通过在选区中使用杰利蝾螈的手段来保持自己的权力:167，他还以州内监狱的恶劣条件和公立教育的经费不足来证明，民主党对州内事务管理不善:167。
1879年5月下旬，倾向支持共和党的《辛辛那提宪报》（Cincinnati Gazette）对布莱克本涉嫌在内战期间把黄热病传播到北方城市的阴谋进行了报道，显然这也是该事件首次在肯塔基州加以报道。该报专门成立了一个特别部门，其唯一的作用就是对这一针对布莱克本的指控进行调查，结果再在报纸上以每日专栏的形式报道。《辛辛那提宪报》的调查还引起了包括《坎顿丛报》（Canton Repository）、《克利夫兰先驱报》（Cleveland Herald）和《费城新闻》（Philadelphia Press）在内多家北方报纸的注意，这些报纸给布莱克本起上“黑色呕吐物医生”（Dr. Blackvomit）的绰号，嘲笑肯塔基州人居然会考虑让这样一个人来当州长。这一丑闻在全美其他地方产生的影响要大于肯塔基州，布莱克本没有对这些指控作出回应，而且肯塔基州的共和党人几乎也没有提及，因为他们知道北方的媒体，特别是《辛辛那提宪报》在肯塔基州人眼中没什么可信度。《路易斯维尔信使日报》主编亨利·沃特森（Henry Watterson）指出，大部分肯塔基州人早就知道了布莱克本在内战期间涉嫌的活动，但他们要么明确赞同这一做法，要么就对这些已经过去15年的事件感到无所谓:309-311。
布莱克本最终在普选中以12万5790票（占总票数的56%）战胜得票8万1882（36%）的埃文斯，创下十年间民主党候选人的最大幅胜出优势:59。美钞党候选人·库克（C. W. Cook）获得了1万8954票，约占总票数的8%:170，这些选票大部分都来自布莱克本和民主党的支持者:170。2003年厄尼·弗莱彻当选前，布莱克本是肯塔基州历史上仅有的一位成为州长的医生，两者相隔了超过一个世纪。

### 金融改革
当选州长后，布莱克本立即开始计划多种方式来平衡州内预算:173。他在1880年对州议会发表的演说中报告称，从1867年起，肯塔基州在财政上已经超支了300万美元:71。之前的几届政府曾通过动用联邦政府向该州提供的“战争索赔”资金和州内的偿债资金来填补超支预算:173。同时，1873年经济恐慌已经降低了物业价值，同时州议会已应公众要求降低税率，进一步减少了政府财政收入:173。布莱克本强烈要求对这一情况进行纠正:175。
面对州长的建议，肯塔基州议会通过法案，对司法系统进行改革以求节约成本，这其中包括废除刑事、衡平和普通诉讼法院，将全州分成18个巡回法院区:177。部分类别案件要求的陪审员数量也有减少，陪审员的报酬以固定比率确定，并针对招募陪审员的做法制定了罚则:72。运输和照料囚犯的报销额度增设了上限，以防地方执法部门虚报成本:71。州级官员的薪金也降低了20个百分点:261。州物业税的税率有所提高，从以前的每100美元应税财产征收40美分增至45美分，还加强了法律以便征收拖欠的税款:71:177。

### 刑法改革
布莱克本担任州长期间的关注重点是改革该州的刑罚制度。据他所说，州立监狱共关押有953名囚犯，但这里一共只有780间囚室:178。监狱条件差也导致很多人患上疾病，1875年时，全州有五分之一的囚犯患有肺炎:260。1879年布莱克本当选州长时，州立监狱关押的近千人死亡率超过7%:260。75%的犯人因营养不良患上了坏血病:260，新州长为此把监狱的情况与臭名昭著的加尔各答黑洞相提并论:178。
州立监狱的条件差部分是因为州政府将监狱租给私人承包商管理，后者经常忽视囚犯的生活需要来降低成本:260。这些承包商经常通过向州议员提供价格低廉的洗衣服务和免费餐饮来确保自己取得政府合同，并且也让议员对他们虐待囚犯的所作所为视而不见:260。布莱克本呼吁对这一合约体系加以改革，用州政府雇用典狱长负责监督的新体制加以取代:178。
布莱克本在州议会针对自己的建议采取行动前开始赦免囚犯，缓解监狱人满为患的问题:180。他特别偏向于赦免那些已身患绝症的犯人，让他们回家，在临死时与家人团聚:180。布莱克本担任州长期间共计赦免了上千人，为他赢得了“宽大卢克”（Lenient Luke）的绰号:260，但这些做法无论是在公众还是民主党政界都很不受欢迎:180，多家报纸声称布莱克本在以每个两美元的价格出售特赦令，只是没有任何证据来支撑这一指控:110。
1880年立法会议期间，肯塔基州议会批准了布莱克本的建议，在埃迪维尔建一所新的州立监狱:260。议会还根据他的提议授权州政府为新监狱各聘请一位典狱长、副典狱长、文员、医生和神父:180。为了缓解监狱的拥挤状况，州议会允许私人承包商从狱中租出犯人参与劳动:260。承包商需要向自己管理的犯人提供膳食、衣物、住宿和照顾:113。但由于对这些承包商缺少相应监管，虐待囚犯的现象再度出现，其中包括营养不良、劳累过度，还经常出现因殴打导致的犯人死伤:260。最终，肯塔基州立法者通过了该州历史上第一个初步假释进程:260。布莱克本也因在肯塔基州监狱系统改革中的显著贡献而获得了“肯塔基州监狱改革之父”的称号:111。

### 其它改革
布莱克本还热心倡导改善河流航运。他说服州议会向联邦国会申请拨款10万美元，用于改善肯塔基河沿岸的航运系统，并授予联邦政府利金河（Licking River）和大桑迪河（Big Sandy River）的共同管辖权，以便联邦政府也可以对其航运作出改善。议会还批准围绕坎伯兰瀑布（Cumberland Falls）建一条运河，并改善特雷德沃特河（Tradewater River）沿岸的航运。:182-183
布莱克本的其他成就还包括建立州铁路委员会，重组肯塔基州农业和机械学院:301。肯塔基州农业和机械学院曾在前任州长詹姆斯·B·麦克里任期里从肯塔基大学分离，而布莱克本则提倡将其纳入州政府管辖范围，并由州财政予以资助:200。这一倡议得到了通过，这所座落在列克星敦的院校之后以州立学院之名为人熟知，并于1916年更名为肯塔基大学:200。

## 晚年生活和逝世
布莱克本成功实行了多项改革，但民主党领袖却在很大程度上对他和他领导的政府感到不满:211。他们批评他不该签发如此之多的赦免令，并且认为他在任命州级官员时没有在党派利益上予以足够的考量:213。此外，州内的报纸还指出州长口才欠佳，这又给他招来了更多的批评:211。布莱克本曾在州长任期开始时宣布自己不会再考虑更高的政治职位，但他还是试图在1883年民主党提名大会上为自己辩护，然而，他的演讲遭到嘘声和呐喊打断，声音之大几乎完全盖过了他的讲话，让他不得不停止演说:172, 213:261。最终布莱克本针对质问回应说，他有预料到会因自己的改革受到批评，但任何指控他的领导存在腐败行径的人都是“骗子——一个彻底而且声名狼藉的骗子”:215。这时，人群中的叫嚣变得震耳欲聋，布莱克本被迫中止演讲，坐回自己的位置上:215。

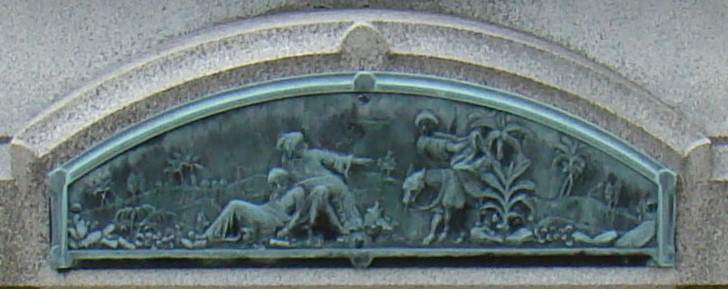
布莱克本的墓碑上点缀有好撒玛利亚人的浅浮雕。

卸任州长后，布莱克本基本离开了公众视野:172。他曾到弗吉尼亚州短暂度假，然后回到位于路易斯维尔盖尔特堡酒店的公寓并继续行医:114。布莱克本出席了1883年全国慈善大会，演讲嘉宾乔治·华盛顿·凯伯（George Washington Cable）称赞了他的监狱改革举措:114。几个星期后布莱克本在出席纽约州萨拉托加的一次类似活动时也得到了赞誉:114。
回到路易斯维尔几个月后，布莱克本在凯夫希尔墓地（Cave Hill Cemetery）附近开设了一家疗养院:115。但由于健康状况每况愈下，这起事业并不成功。1887年1月，心知命不久长的布莱克本回到了自己已经视为故乡的州首府法兰克福:115。经过与病痛长时间的挣扎，卢克·普赖尔·布莱克本于1887年9月14日陷入昏迷并去世，终年71岁:115，身后遗骨下葬在法兰克福公墓（Frankfort Cemetery）。
1891年5月27日，肯塔基州在布莱克本的坟墓上立起纪念碑:115。纪念碑上有着好撒马利亚人的比喻浮雕，使用花岗岩制成:114。1972年，肯塔基州在列克星敦附近开设了布莱克本惩教中心，将这所占地面积1.6平方公里的低度设防监狱以他命名来纪念这位州长:114。